# Magnus Brostrup Landstad
Magnus Brostrup Landstad (født 7. oktober 1802 på Maasø præstegård ved Nordkap, død 8. oktober 1880 i Kristiania) var en norsk digter og folkevisesamler.
Ni år gammel fulgte han sin far − en bondesøn fra Trøndelagen − syd over til Vinje præstegård øverst i Telemarken og derfra otte år senere til Seljord. 20 år efter blev Landstad, som først en tid var præst i nabokaldet Hviteseid, sin faders efterfølger i Seljord, hvor han forblev til foråret 1849. I en menneskealder var Landstad således knyttet til Telemarken, og det netop i de år, hvor romantikken havde vækket sansen for folkepoesi. I Telemarken levede de gamle viser endnu på folkets læber, og Landstad følte sig kaldet til at "redde det gamle Familiesmykke ud af det brændende Hus". Udbyttet af hans samlerflid forelå 1848 færdigt i en samling af ca. 130 folkeviser, der udkom 1853, ledsaget L.M. Lindemanns melodier.
Norske Folkeviser blev en begivenhed i norsk litteratur og udgør en af kilderne til studiet af norsk folkepoesi; selv om Landstad manglede forudsætninger for en fuldt videnskabelig redaktion − han beklager i forordet, at han ikke havde kunnet drage nytte af Ivar Aasens værker om norsk folkesprog, der først udkom, efter at samlingen var endelig bearbejdet − havde han dog den sjældne fordel selv at have en poetisk åre, som han havde benyttet sig af i sin ungdom. Beskæftigelsen med den gamle folkepoesi lagde efterhånden en norsk klangbund i Landstads vers; men lige så lidt som Welhaven og Jørgen Moe var han i stand til at frigøre sig fra samtidens dominerende danske mønstere.
Selv da harmen over telebøndernes respektløse nedrivning af deres stavkirker inspirerede ham til balladen "Neslands Kirke", var han ikke i stand til at holde danske og norske kæmpevisemotiver ude fra hinanden. Så meget undskyldeligere er dette, som Landstad samtidig var optaget med studiet af noget så dansk som Kingos og Brorsons salmer. Fra begyndelsen havde han øvet sig i salmedigtning, især gennem oversættelser fra tysk af gammellutherske kirkesange; at han også selv havde den rigtige 'tone i brystet' vidner hans "Hjertesuk til hver Dag i Ugen" om; den er siden 1841 er udkommet i syv oplag.
Det bragte kirkeledelsens øjne til at vende sig imod Landstad som den rette mand til at tage det op med den fremragende grundtvigianer Wexels, da denne i 1840’erne agtede at skabe de norske menigheder en til den nyvakte religiøsitet svarende afløser af det rationalistiske salmeværk fra Guldbergtiden. Den første kaldelse havde Landstad veget tilbage for; men da han var blevet forflyttet til Fredrikshald og fik løfte om en hjælpepræst i dette embede, turde han ikke undslå sig, og 1852 fik han kongelig bemyndigelse til at udarbejde en norsk kirkesalmebog.
Den første frugt af arbejdet blev hans 1855 udgivne oversættelse af "Luthers aandelige Sange". 1861 havde han sit "Udkast" til det hele salmeværk færdigt. Den lange beskæftigelse såvel med folkeviserne som med de ældre salmers originaltekster havde ofte efterladt et præg af folkelig enfold, der virkede stødende på samtiden. Landstad mødte imidlertid kritikken med et kraftigt forsvar, og efter en omhyggelig revision ved offentligt opnævnte gejstlige og litterære skønsmænd blev Landstads Kirkesalmebog 1869 autoriseret til brug ved gudstjenesten.
Det var den vigtigste salmebog for Den norske kirke i perioden 1870-1926.
Af dens vel 600 salmer er ca. 50 af Landstad selv, deriblandt den gravsangen "Jeg ved mig en Søvn i Jesu Navn". Under arbejdet med salmebogen blev Landstad forflyttet til det rige Sandeherred sogn, hvorfra han 1877 tog afsked. Som tak for hvad han havde skænket sit land i folkeviserne og salmebogen, bevilgede Stortinget ham "en højere Pension, end nogen Præst hidtil vides at have opnået". Efter at være flyttet ind til hovedstaden udgav han året før sin død et udvalg af sine "Sange og Digte" (1879).
| - Monument og gravsted for Landstad - En ældre Landstad - Monument ved Seljord kirke i Telemark. - Gravsted på Vår Frelsers gravlund i Oslo |

## Folkemindesamling
Landstad efterlod omkring 30.000 håndskrevne sider med blandt andet indsamlede opskrifter, skikke, folkesange og sagn. Omkring 4500 sider af materialet er blevet offentliggjort. Gennem dette arbejde reddede han en meget folkelig poesi. Han gik også ind for beskyttelse af materielle kulturminder.

## Publikationer
- Norske Folkeviser, 1852/1853 (Google Books).
- Martin Luthers Aandelige Sange oversatte og paa ny omarbeidede samt 25 Salmer fra det 16de og 17de Aarhundrede ordnede af M. B. Landstad. De hertil hørende oprindelige Melodier rytmisk fremstillede og 4stemmigt harmoniserede samt ledsagede med Anmærkninger af Ludv. M. Lindeman, Christiania. 1859.
- Landstads kirkesalmebog, 1869. Påbegynt 1852. (no) − Vigtigste salmebog for Den norske kirke i perioden 1870-1926.
- Sange og Digte, Christiania 1879.